# 中村栄孝
中村 栄孝（なかむら ひでたか、1902年5月1日－1984年1月4日）は、大正・昭和期の歴史学者。名古屋大学教授・天理大学教授を歴任。

## 経歴
千葉県山武郡増穂村（現在の大網白里市）出身。東京府立第一中学校・第一高等学校を経て1923年に東京帝国大学に入学、黒板勝美の指導を受ける。
1926年東京帝国大学文学部国史学科を卒業し、朝鮮総督府朝鮮史編修会の嘱託となる。1927年から1937年まで修史官。1937年編修官、1945年教学官・幹事兼任となるが、同年終戦によって帰国する（翌年の朝鮮総督府の正式廃止とともに退官）。
日本に帰国後の1948年からは名古屋大学、1966年から天理大学の教授を務めた。1977年の天理大学退職後は故郷の大網白里に帰って余生を過ごした。享年83。

## 業績
「朝鮮史編修会」時代には『朝鮮史』『朝鮮史料叢刊』の編纂に関わった他、田保橋潔・末松保和と青丘学会を結成して活動した。戦後、日本に帰国したのちの1966年から刊行された『日鮮関係史の研究』（全3巻）は日本学士院賞および恩賜賞を受賞するなど、戦後日本の朝鮮半島史研究の第一人者であり続けた。また、名古屋大学に在職していた縁から織豊政権や濃尾平野の河川をめぐる研究にもあたった。

## 著作
- 『東亜新秩序の建設と古代大陸経営の先蹤』朝鮮総督府 1940
- 『日鮮関係史の研究』全3巻　吉川弘文館　1965-69年
- 『日本と朝鮮』至文堂 日本歴史新書 1966
- 『清洲城と名古屋城 織田・豊臣から徳川へ』吉川弘文館 1971
- 『朝鮮 風土・民族・伝統』吉川弘文館 1971
- 『東海風土記』吉川弘文館 1971

編著
- 『郷土史物語 第23 愛知の歴史』編　世界書院 1962